# Verena Hochleitner

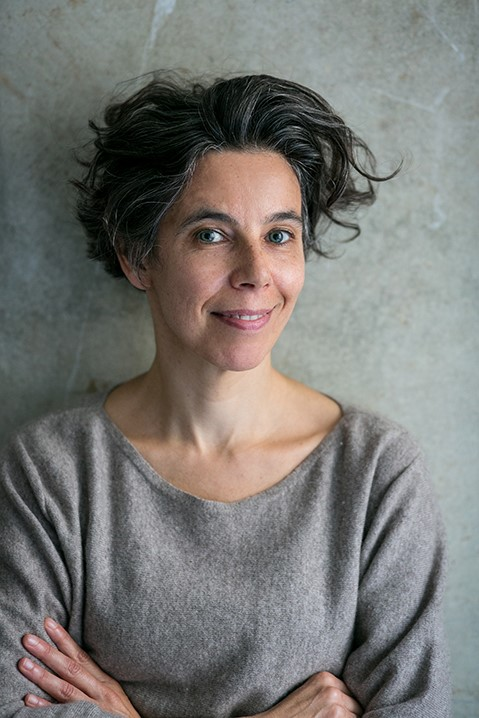
Verena Hochleitner (2019)

Verena Hochleitner (* 1969 in Wien) ist eine österreichische Grafikerin und Bilderbuchillustratorin bzw. -autorin.

## Leben
Verena Hochleitner wuchs in Oberösterreich auf und studierte Grafik-Design bei Tino Erben an der Universität für angewandte Kunst in Wien. Seit 2009 konzentriert sie sich auf das Illustrieren, seit 2015 auch auf das Schreiben von Büchern für Kinder und Jugendliche. Sie ist Mentorin für Nachwuchsillustratoren bei designaustria und erarbeitete für das Nordico Stadtmuseum Linz eine Graphic Novel im Rahmen einer Bruckner-Ausstellung und zwei Charaktere für die neue Dauerausstellung.
Sie legt in ihrer Arbeit besonderes Augenmerk auf die Darstellung von Diversität und Vielfalt und bekennt sich zu einem realistischen Blick auf die Welt.
2016 erhielt Hochleitner für „Der verliebte Koch“ den Österreichischen Kinder- und Jugendbuchpreis. 

## Buchveröffentlichungen
- Schlaf gut, Susi! Schlaf gut, schlaf! Residenz-Verlag, St-Pölten: 2009. ISBN 978-3-7017-2050-7. (Text: Nikolaus Glattauer)
- Oje, sagt die Fee. Residenz-Verlag, St-Pölten: 2010. ISBN 978-3-7074-5049-1. (Text: Saskia Hula)
- Hasenlenz. Residenz-Verlag, St-Pölten: 2010. ISBN 978-3-7017-2066-8. (Text: Marjaleena Lembcke)
- Stimmt das? Verrückte Tiere. Bibliographisches Institut, Mannheim 2010. ISBN 978-3-411-70713-3.
- Stimmt das? Verrückte Fahrzeuge. Bibliographisches Institut, Mannheim 2011. ISBN 978-3-411-70714-0.
- Der Sternblätterbaum. Residenz-Verlag, St-Pölten: 2011. ISBN 978-3-7017-2086-6. (Text: Nikolaus Glattauer)
- Jakob & das rote Buch. Wiener Dom-Verlag, Wien: 2012. ISBN 978-3-85351-239-5. (Text: Franz-Joseph Huainigg)
- Mitteilungsheft. Leider hat Lukas ... . Verlag Kremayr & Scheriau, Wien: 2013. ISBN 978-3-218-00881-5. (Text von Niki Glattauer) (Neuauflage im Goldmann Verlag, München: 2015. ISBN 978-3-442-15847-8)
- Mitteilungsheft. Leider hat Lukas schon wieder ... . Verlag Kremayr & Scheriau, Wien: 2015. ISBN 978-3-218-00992-8. (Text von Niki Glattauer)
- Das Gänseblümchen, die Katze & der Zaun. Tyrolia Verlag, Innsbruck: 2015. ISBN 978-3-7022-3437-9. (zu einem Text von Thomas Rosenlöcher).
- Der verliebte Koch. Luftschacht-Verlag, Wien: 2015. ISBN 978-3-902844-87-3.[5]
- Ende der Kreidezeit: ein bisschen Schule – und der irre Rest des Lebens, Christian Brandstätter Verlag, Wien 2018, ISBN 978-3-7106-0154-5. (Text von Niki Glattauer)
- Hundesalon. Tyrolia Verlag, Innsbruck: 2018. ISBN 978-3-7022-3668-7.
- Die drei Räuberinnen. Tyrolia Verlag, Innsbruck-Wien: 2019. ISBN 978-3-7022-3802-5.
- Die drei Ritterinnen. Tyrolia Verlag, Innsbruck-Wien: 2020. ISBN 978-3-7022-3873-5.
- Der Schneeleopard. Luftschacht-Verlag, Wien: 2021. ISBN 978-3-903081-89-5.
- Flimmern. Kunstanstifter Verlag, Mannheim 2023: ISBN 978-3948743093

## Auszeichnungen
- 2004: Mira-Lobe-Stipendium
- 2010: Aufnahme in die Kollektion 2010 des Österreichischen Kinder- und Jugendbuchpreises[6]
- 2012 wurde Verena Hochleitner mit dem Outstanding Artist Award für Kinder- und Jugendliteratur ausgezeichnet.[7]
- Der verliebte Koch wurde 2014 mit dem Kinder- und Jugendliteraturpreis des Landes Steiermark ausgezeichnet.
- 2015: Kröte des Monats November für Das Gänseblümchen, die Katze & der Zaun mit Thomas Rosenlöcher
- 2016: Österreichischer Kinder- und Jugendbuchpreis für ihr Bilderbuch Der verliebte Koch.
- 2019: White Raven für Die drei Räuberinnen
- 2020: Aufnahme von Die drei Räuberinnen in die „Kollektion 2020“ des Österreichischen Kinder- und Jugendbuchpreises
- 2020: Nominierung für den Korbinian – Paul-Maar-Preis  für Die drei Räuberinnen
- 2020: Mira Lobe Stipendium
- 2020: Illustrationspreis der Stadt Wien für Die drei Räuberinnen
- 2021: White Raven[8] für Der Schneeleopard
- 2025: Christine-Nöstlinger-Preis für Kinder- und Jugendliteratur[9]